# Stana Katic
Stana Katic, född 26 april 1978 i  Hamilton i Ontario i Kanada, är en kanadensisk-amerikansk skådespelerska. Hennes föräldrar är serber från Kroatien. Hon flyttade med familjen från Ontario till Aurora i Illinois, där hon studerade vid West Aurora High School.
Hon har medverkat i TV-serierna The Shield, Cityakuten, 24, Brothers & Sisters, Heroes och Castle. Hon var även med i filmerna A Cup of Love, The Spirit och tv-filmen The Librarian: The Curse of the Judas Chalice. Hon spelade Corrine i James Bond-filmen Quantum of Solace. Hon spelade även Sofia i independent filmen For Lovers Only.

## Filmografi
| År   | Titel                                         | Roll                | Notering       |
| ---- | --------------------------------------------- | ------------------- | -------------- |
| 1999 | Acid Freaks                                   | Annie               |                |
| 2003 | Shut-Eye                                      | Angela              |                |
| 2005 | Pit Fighter                                   | Marianne            |                |
| 2006 | Faceless                                      | Diana Palos         | Tv-film        |
| 2006 | Dragon Dynasty                                | Ava                 | Tv-film        |
| 2007 | Feast of Love                                 | Jenny               |                |
| 2008 | Would Be Kings                                | Julianna Martinelli | Tv mini-serie  |
| 2008 | Stiletto                                      | Raina               |                |
| 2008 | Quantum of Solace                             | Corinne Veneau      |                |
| 2008 | The Librarian: The Curse of the Judas Chalice | Simone Renoir       | Tv-film        |
| 2008 | The Spirit                                    | Morgenstern         |                |
| 2008 | Truth About Kerry                             | Emma                |                |
| 2010 | For Lovers Only                               | Sofia               |                |
| 2011 | The Double                                    | Amber               |                |
| 2012 | Big Sur                                       | Lenore Kandel       | Slutredigering |
| 2013 | CBGB                                          | Genya Ravan         | Slutredigering |
| 2018 | The Possession of Hannah Grace                | Lisa Roberts        |                |

| År    | Titel                | Roll                     | Notering |
| ----- | -------------------- | ------------------------ | --- |
| 2004  | The Handler          | Mariella                 | 1 episod: "Bleak House" |
| 2004  | Alias                | Flight Attendant         | 1 episod: "Façade" |
| 2004  | L.A. Dragnet         | Miriam Nelson            | 1 episod: "Retribution" |
| 2004  | The Shield           | Ayla                     | 2 episoder: "All In" and "On Tilt" |
| 2004  | På heder och samvete | Lucienne Charmoli        | 1 episod: "This Just in from Baghdad" |
| 2005  | The Closer           | Nadia                    | 1 episod: "The Big Picture" |
| 2005  | Cityakuten           | Blaire Collins           | 2 episoder: "Blame It on the Rain" and "Wake Up" |
| 2006  | 24                   | Collette Stenger         | 3 episoder: "Day 5: 7:00 – 10.00 p.m." |
| 2006  | Brothers & Sisters   | Karen Wells              | 1 episod: "Patriarchy" |
| 2007  | Company Man          | Donna Baker              | 1 episod: "Pilot" |
| 2007  | Heroes               | Hana Gitelman            | 2 episoder: "Unexpected" & "Five Years Gone" |
| 2007  | CSI: Miami           | Rita Sullivan            | 1 episod: "Deep Freeze" |
| 2007  | The Unit             | Special Agent Debra Lane | 1 episod: "Binary Explosion" |
| 2009– | Castle               | Detective Kate Beckett   | 81 episoder TV Guide Award for Favorite Couple Who Should (delad med Nathan Fillion) PRISM Award för Uppträdande i en Dramaepisod Shorty Award för Bästa Skådespelerska Nominerad—Satellite Award for Best Actress – Television Series Drama |

| År   | Titel               | Roll          | Notering |
| ---- | ------------------- | ------------- | -------- |
| 2011 | Batman: Arkham City | Talia al Ghul | Röstroll |